# Dobar, loš, zao
Dobar, loš, zao (eng. The Good, the Bad and the Ugly; tal. Il buono, il brutto, il cattivo) je talijanski epski Spaghetti Western Sergia Leonea iz 1966. s Clintom Eastwoodom, Lee Van Cleefom i Elijem Wallachom u glavnim ulogama. Scenarij su napisali Age i Scarpelli, Luciano Vincenzoni i Leone, a temelji se na priči Vincenzonija i Leonea. Slavni soundtrack za film skladao je Ennio Morricone. To je treći film iz "dolarske trilogije", koju još čine filmovi Za šaku dolara (1964.) i Za dolar više (1965.). Film govori o trojici revolveraša koji tragaju za zakopanim zlatom vojske Konfederacije u kaosu obračuna, vješanja, Građanskog rata i zatvoreničkog logora.
Premijerno prikazan u Italiji 23. prosinca 1966., a u SAD-u 29. prosinca 1967., film je zaradio oko 6 milijuna dolara, ali je često bio kritiziran zbog prikaza nasilja. Leone je to objasnio ovako: "Ubijanja u mojim filmovima su pretjerana jer sam htio napraviti poluhumornu satiru vesterna koji govore o potrazi za blagom... Zapad je nastao na nasilju koje su provodili priprosti muškarci, a ja sam tu snagu i jednostavnost htio pretočiti u svoje filmove." Dobar, loš, zao opisivan je u europskim kinima kao najbolji predstavnik vestern žanra, a Quentin Tarantino ga je nazvao "najbolje režiranim filmom svih vremena".

## Radnja
Film govori o trojici muškaraca koji traže, često na račun onog drugog, informacije o lokaciji gdje je zakopan novac vojske Konfederacije za vrijeme Američkog građanskog rata. Prvi lik s kojim se upoznajemo je Tuco Benedicto Pacifico Juan Maria Ramirez (Loš) - zvan Tuco (Elli Wallach), za kojim je raspisana tjeralica s nagradom zbog raznih zločina. Tuco je u partnerstvu s Blondiejem (Dobar - Clint Eastwood), koji ga dovodi šerifu, uzima nagradu, koju dvojica podijele nakon što Blondie spasi Tuca od vješanja u zadnji trenutak. U međuvremenu, treći čovjek (Zao), zvan Angel Eyes (Lee Van Cleef), saznaje o skrivenoj škrinji zlata koja je u rukama vojnika vojske Konfederacije, Billa Carsona. Angel Eyes kreće u potragu za blagom.
Blondieju konačno dosađuje partnerstvo s Tucom i ostavlja ga u pustinji bez vode. Tuco preživljava i odlučuje se osvetiti bivšem partneru. Nalazi Blondieja i počinje ga tjerati kroz pustinju Novog Meksika. Prije no što su je prešli, nailaze na odbjeglu kočiju punu mrtvih južnjačkih vojnika. Bill Carson, čovjek koji zna gdje je skriveno zlato, umirući od žeđi, kaže Tucu da će mu otkriti lokaciju ako mu donese vode. Dok Tuco ide po vodu, Carson trenutak prije smrti otkriva Blondieju ime groba u kojem je zakopano blago.
Obučeni u uniforme mrtvih vojnika, Tuco i umirući Blondie, stižu u obližnji katolički samostan, koji vodi Tucov brat svećenik. Dok se Blondie oporavlja, Tuco i njegov brat Pablo (Luigi Pistilli) se svađaju oko Tucovih životnih pogrešaka. Napustivši samostan, dvojicu muškaraca, još odjevenih u vojničke uniforme, uhite vojnici Unije i odvode ih u zarobljenički logor. Angel Eyes slijedio je trag Billa Carsona i predstavio se u logoru kao časnik Unije.
Angel Eyes i njegov kolega Wallace pretuku i muče Tuca sve dok ovaj ne otkriva ime groblja. Kad Angel Eyes shvaća kako jedino Blondie zna u kojem se grobu nalazi blago, mijenja taktiku. Ponudi partnerstvo, i zajedno s pet ili šest drugih ubojica, polazi u potragu za blagom. Tuco bježi iz vlaka kojim je trebao biti prebačen iz logora i ubija Wallacea. U najbližem gradu, Tuco nailazi na lovca na glave (Al Mulock), kojeg je ranio na početku filma, a koji traži osvetu. Dok Tuco ubija lovca, Blondie, koji se nalazi u istom gradu s Angel Eyesom, prepoznaje zvuk Tucova pištolja, pronalazi ga, te dvojica obnavljaju staro partnerstvo. Zajedno ubijaju Angel Eyesovu bandu ubojica, ali sami Angel Eyes pobjegne.
Tuco i Blondie nailaze na bitku između vojski Unije i Konfederacije oko mosta upitne strateške važnosti. Kako je groblje koje traže na drugoj strani mosta, odlučuju ga uništiti i natjerati vojnike da se bore negdje drugdje. Dok postavljaju dinamit, Tuco otkriva kako se groblje koje traže zove Sad Hill, a Blondie kako je ime koje traže Arch Stanton.
S druge strane rijeke, Tuco napušta Blondieja na konju i konačno nalazi obližnje groblje.
Tuco počinje mahnito tražiti grob Archa Stantona. Konačno ga nalazi, ali prije nego što može početi kopati, dolazi Blondie i prisloni mu pištolj na čelo, a njemu samom pištolj prislanja Angel Eyes, koji ih je konačno našao. Međutim, Blondie otkriva kako je u grobu Archa Stantona samo kostur.
Blondie tada odvodi trojicu muškaraca na prazno središte groblja. Napisavši ime pravog groba, stavlja kamen u sredinu groblja.
U konačnom obračunu trojice muškaraca, Blondie ustrijeli Angel Eyesa, a Tuco shvaća kako mu je pištolj prazan, jer ga je Blondie ispraznio noć prije. Blondie tada otkriva kako na pravom grobu piše "Nepoznat", odmah do groba Archa Stantona. Tuco počinje kopati plijen iz groba i shvaća kako Blondie stoji do njega držeći omču. Nakon što je stavio omču na Tucov vrat, razapinje uže na obližnje stablo, a Tuco stoji na nestabilnom drvenom križu jednog od grobova. Blondie uzima polovicu plijena i odlazi na konju dok Tuco preklinje za pomoć. U dramatičnom završetku, Blondie se okreće i puca, prerezavši uže iznad Tucove glave, kao što je to radio u vrijeme dok su bili partneri, oslobodivši ga tako zadnji put. Odlazi dok ga Tuco bijesno proklinje.

## Glumci

### Trojac
- Clint Eastwood kao Blondie: Dobar, Čovjek bez imena; flegmatični lovac na glave koji se natječe s Tucom i Angel Eyes kako bi pronašao zakopano zlato usred obračuna Sjevera i Juga u Američkom građanskom ratu. Blondie i Tuco održavaju vezu koja često varira od ljubavi do mržnje. Tuco zna ime groblja gdje je blago skriveno, ali Blondie zna ime groba u kojem je zakopano, što ih prisiljava da rade zajedno kako bi pronašli zlato. Bez obzira na svoju pohlepu, evidentno je da Blondie žali za vojnicima koji umiru u kaosu rata. "Nikad nisam vidio toliko ubijenih ljudi", kaže. Televizijska serija Rawhide završila je s emitiranjem 1965., a dotada nijedan Eastwoodov talijanski film nije prikazan u Americi. Kad mu je Leone ponudio ulogu u svojem sljedećem filmu, bila je to jedina velika ponuda koju je dobio, ali ga se opet moralo uvjeravati da je prihvati. Leone i njegova žena otputovali su u Kaliforniju kako bi uvjerili Eastwooda da prihvati ulogu. Dva dana poslije, pristao je snimiti film za 250 tisuća dolara plus 10 posto profita od zarade na tržištu Sjeverne Amerike - dogovor s kojim Leone baš i nije bio zadovoljan.

- Lee Van Cleef: Zao, okrutni, nemilosrdni plaćenik zvan "Angel Eyes" Sentenza koji ubija sve koji mu se nađu na putu. Nakon što su Blondie i Tuco zarobljeni kao vojnici Konfederacije, Angel Eyes se predstavio kao časnik Unije koji ih ispituje i muči Tuca, napokon saznavši ime groblja gdje je zakopano zlato, ali ne i nadgrobni spomenik. Angel Eyes uspostavlja klimavo partnerstvo s Blondiejem i Tucom, koji će se okrenuti protiv njega čim dobiju priliku. Leone je htio da Charles Bronson odigra ulogu Angel Eyesa, ali je ovaj već bio zauzet snimanjem filma Dvanaestorica žigosanih (1967.). Leone je onda odlučio kako će ponovno surađivati s Van Cleefom: "Pomislio sam kako je Van Cleef prvo odigrao ulogu romantičnog junaka u filmu Za dolar više. Počela mi se sviđati ideja da odglumi potpuno suprotan lik."

- Eli Wallach kao Tuco: Loš. Tuco Benedicto Pacifico Juan Maria Ramirez, komični, budalasti i brbljavi razbojnik kojeg traže vlasti. Tuco uspijeva saznati ime groblja na kojem je zakopano zlato, ali ne zna ime groba - to zna samo Blondie. Ovaj odnos prisiljava Tuca da nevoljko postane Blondiejev partner. Redatelj je za ulogu Tuca prvo htio angažirati Gian Maria Volontea, ali je osjetio kako za ovu ulogu treba nekoga tko ima "prirodni komičarski talent". Na kraju, Leone je uzeo glumca Elija Wallacha zbog njegove uloge u filmu Kako je osvojen zapad (1962.), posebno zbog scene na željeznici. Leone se sastao s Wallachom u Los Angelesu, a ovaj je bio skeptičan u pogledu da glumi sličnu ulogu opet, ali nakon što mu je Leone pokazao uvodne skvence filma Za dolar više, Wallach je rekao: "Kad da dođem?" Dvojica muškaraca su se odlično slagala, s obzirom na to da su dijelili sličan smisao za humor. Leone mu je dopustio da unese nekoliko promjena u ulogu koje su se odnosile na odjeću i neke geste. Eastwood i Van Cleef ubrzo su shvatili kako je uloga Tuca jako draga Leoneu i da su on i Wallach postali dobri prijatelji. Van Cleef je zapazio: "Tuco je jedini lik u filmu o kojem publika sve saznaje. Susrećemo se s njegovim bratom i otkrivamo odakle je došao i zašto je postao razbojnik. Ali Clintov i moj lik ostaju misterij."

### Sporedni likovi
- Aldo Giuffre kao Sjevernjački satnik: Pijani sjevernjački satnik koji se sprijateljuje s Tucom i Blondiejem. Misli da je krvava opsada u koju su uključenu njegovi ljudi uzaludna žrtva i sanja da uništi most - za što se poslije pobrinu Blondie i Tuco. Teško ranjen u Bitci za Most Langstone, umire nakon što je čuo rušenje mosta. Giuffre je bio talijanski komičar koji je postao glumac.
- Mario Brega kao Desetnik Wallace: Krupni zatvorski čuvar koji radi za Angel Eyesa i muči Tuca kako bi otkrio tajnu lokaciju s blagom. Angel Eyes prepušta Tuca Wallaceu kako bi ovaj mogao pokupiti nagradu za njega; no, Tuco ubija Wallacea izbacivši ga iz jurećeg vlaka. Bivši mesar koji je postao glumac, krupni Brega je postao stalni član glumačke ekipe u Leoneovim filmovima.
- Antonio Casale kao Jackson: Umirući Bill Carson, poznat i kao Jackson. Otkriva Tucu lokaciju s blagom, rekavši mu ime groblja na kojem se nalazi, ali Blondieju kasnije otkriva ime groba u kojem je skriven, i umire. Casale će se kasnije pojaviti u Leoneovom filmu Za šaku dinamita.
- Luigi Pistilli kao Otac Pablo Ramirez: Tucov brat, fratar. Prezire Tuca zbog banditskog života, ali ga ipak voli. Pistilli je veteran špageti-vesterna, obično u ulogama razbojnika (kao u Za dolar više).
- Antonio Casas kao Stevens: Farmer umiješan u dogovor s Bakerom i Billom Carsonom. Njega i njegova sina s lakoćom ubija Angel Eyes nakon što je odao informaciju o Jacksonovu novom identitetu i prijevari s novcem. Casas je bio poznati španjolski nogometaš koji je postao glumac koji se pojavio u više od 170 televizijskih serija i filmova.
- Rada Rassimov kao Maria: Prostitutka koju pretuče Angel Eyes, a koja je povezana s Carsonom.
- Al Mulock kao Jednoruki lovac na glave: U uvodnoj sceni ga ranjava Tuco, nakon čega izgubi desnu ruku. Traži osvetu, ali ga Tuco ubija, dodavši: "Ako hoćeš pucati, pucaj! Nemoj pričati!." Mulock je bio kanadski glumac koji se kasnije pojavio u filmu Bilo jednom na Divljem zapadu kao jedan od trojice revolveraša na početku filma. Počinio je samoubojstvo na setu potonjeg filma.

### Pozadina
- Claudio Scarchilli kao Lovac na glave u Ghost Townu
- Frank Brana kao Lovac na glave u Ghost Townu
- Sergio Mendizábal kao Plavokosi lovac na glave. Jedan od trojice lovaca na glave koje Blondie ubija nakon što su pokušali uhititi Tuca.
- John Bartha kao Šerif: Zarobljava Tuca.
- Sandro Scarchilli kao Zamjenik:
- Antonio Molino Rojo kao Satnik Harper: Dobroćudni satnik u Unijinom koncentracijskom logoru čija noga polako trune od gangrene. Harper upozorava Angel Eyesa da ne bude nečastan, ali ga ovaj drži u zabludi i namjerno ignorira njegove zapovijedi. Rojo je u Leoneovim filmovima i drugim špageti-vesternima obično glumio negativce.
- Benito Stefanelli kao Član Angel Eyesove bande: Ubojica. Ubija ga Blondie. Leoneov koordinator kaskaderskih scena koji je obično nastupao u manjim ulogama u špageti-vesternima.
- Aldo Sambrell kao Član Angel Eyesove bande: Ubojica. Ubija ga Tuco. Sambrell je bio španjolski glumac koji je manjim ulogama u špageti-vesternima stekao manju slavu u svojoj zemlji.
- Lorenzo Robledo kao Član Angel Eyesove bande. Ubojica. Poslan da slijedi Blondieja nakon što je ovaj napustio Angel Eyesovo skrovište, kad je Tuco ubio dvojicu lovaca na glave. Blondie ga ugleda i upuca u trbuh.
- Enzo Petito kao Vlasnik trgovine: Prostodušni vlasnik trgovine kojeg opljačka Tuco.
- Livio Lorenzon kao Baker: Južnjački vojnik upetljan u plan s novcem sa Stevensom i Carsonom, šalje Angel Eyesa da ubije Stevensa i izvuče informacije od njega. No, samog Bakera ubija Angel Eyes, kojem je prije svoje smrti platio Stevens da ubije Bakera.
- Angelo Novi kao Redovnik: Starješina manastira u San Antoniju.
- Chelo Alonso kao Stevensova žena. Talijanska zvijezda povijesnih spektakala u pedesetima i šezdesetima. Radila je s Leoneom na nekoliko njegovih filmova kao pomoćnica redatelja.

## Razvoj
Nakon uspjeha filma Za dolar više, šefovi United Artistsa su ponudili scenaristu filma Lucianu Vincenzoniju da potpiše ugovor za prava na film i onaj sljedeći. On, producent Alberto Grimaldi i Sergio Leone nisu imali planova, ali uz njihov blagoslov Vincenzoni je prionuo na ideju o "filmu o tri razbojnika u potrazi za blagom iz Američkog građanskog rata." Studio je pristao, ali je htio znati koliko će koštati sljedeći film. Grimaldi je u to vrijeme htio sklopiti svoj posao, ali posao s Vincenzonijem je bio povoljniji. Dvojica su se dogovorila sa studijom za budžet od milijun dolara s akontacijom od 500 000 dolara i pedeset posto ukupne zarade izvan Italije. Ukupni budžet popet će se na 1,3 milijuna dolara.
Leone se nadovezao na scenaristov originalni koncept "prikazivanja apsurdnosti rata... Građanski rat u kojem se likovi nađu, je po mom mišljenju, neopotreban, glup: 'nema povoda.'" Leone je rekao, "Pročitao sam da je negdje oko 120 000 ljudi umrlo u južnjačkim kampovima kao što je Andersonville. I nisam ignorirao činjenicu da su ti kampovi bili na Sjeveru. Uvijek slušaš o sramotnim postupcima gubitnika, nikad pobjednika." Logor Betterville gdje Blondie i Tuco bivaju zarobljeni sagrađen je u Andersonvilleu. Mnogi kadrovi iz filma nastali su po uzoru na arhivske fotografije Mathewa Bradyja.
Iako je Leone pretočio Vincenzonijevu ideju na film, scenarist je preporučio da na njemu, zajedno s Leoneom i Sergiom Donatijem, porade i komičarski scenaristi Agenore Incrucci i Furio Scarpelli. Prema Leoneu, "Nisam mogao iskoristiti nijednu jedinu stvar koju su napisali. Bio je to priprosti opis mog života." Donati se složio, rekavši, "U konačnoj verziji scenarija od njih nije ostalo skoro ništa. Napisali su samo prvi dio. Samo jednu rečenicu." Vincenzoni tvrdi da je napisao scenarij u 11 dana, ali je ubrzo napustio projekt zbog zategnutih odnosa s Leoneom. Sva tri glavna junaka imaju neke Leoneove osobine. U intervjuu je rekao, "Sentenza nema duha, on je profesionalac u najbanalnijem smislu te riječi. Kao robot. To nije slučaj s ostalom dvojicom. S moje metodičnije i opreznije strane, bio bih najsličniji Blondieju: ali moja najdubokoumnija simpatija uvijek ide na Tucovu stranu... On može biti dirljiv uz svu tu nježnost i ranjenu humanost."
Radni naslov filma bio je Veličanstvene skitnice, a promijenjen je malo prije početka snimanja kad se Vincenzoni dosjetio naslova Dobar, loš, zao, koji se svidio Leoneu. Talijanski naslov, Il Buono, il bruto, il cattivo u prijevodu znači Dobar, zao, loš.

## Produkcija
Film je snimljen u Španjolskoj uz odobrenje Francova režima i uz tehničku asistenciju španjolske vojske. U filmu se pojavljuje 1500 članova lokalne policije.
Wallach se zamalo otrovao tijekom snimanja kad je slučajno popio kiselinu koju su filmski tehničari stavili uz bocu vode. Wallach je spomenuo ovo u svojoj autobiografiji i prigovorio kako je Leone bio briljantan redatelj, ali nije osiguravao sigurnost svojim glumcima tijekom snimanja opasnih scena. Wallach se našao u još jednoj opasnoj situaciji. U sceni u kojoj njega vješaju na konju koji bježi nakon pucnja, konj se prestrašio i prešao oko milje dok je Wallach bio na njemu ruku svezanih iza leđa i s omčom oko vrata. Treći put je Wallachu život bio ugrožen na snimanju scene u kojoj iskače iz jurećeg vlaka zavezanih ruku. Skok je prošao dobro, ali opasni dio bio onaj u kojem je morao prerezati lance koji ga vežu za mrtvog čuvara. Tuco postavlja tijelo na prugu, kako bi kotači prerezali lanac. Wallach, i cijela ekipa, nisu bili svjesni čvrstih željeznih stepenica koje se nalaze na izbočini svakog vagona. Da je Wallach podigao tijelo u pogrešno vrijeme, jedna od stepenica mogla mu je odrubiti glavu.
Španjolska vojska morala dva puta graditi most koji Blondie i Tuco dižu u zrak. Prvi put je talijanski kamerman signalizirao da je spreman za snimanje, što su Španjolci protumačili kao znak da mogu dignuti most u zrak. Srećom nitko nije ozlijeđen. Naravno, vojska je morala opet sagraditi most dok su se snimale druge scene. Kako je most bio masivan i težak, bilo je potrebno mnogo eksploziva kako bi ga se dignulo u zrak. Leone je rekao kako je ova scena dijelom bila inspirirana nijemim filmom Bustera Keatona, General.
Glumci su bili iz svih dijelova svijeta, a razgovarali su na materinskom jeziku. Eastwood, Van Cleef i Wallach govorili su na engleskom, što je sinkronizirano na talijanski za potrebe premijere u Rimu. Za američku verziju, njihovi glasovi ostavljeni su u originalu, dok su ostali sinkronizirani na engleski. Zamjetljivo je kako su glasovi sinkronizirani s pokretima usana. Zapravo, dijalozi uopće nisu bili snimani na terenu, jer je Leone rijetko (gotovo nikad) snimao i zvuk zajedno sa slikom. Jedan od razloga je taj da je volio puštati Morriconeovu glazbu za vrijeme scene (a često je vikao na glumce) kako bi oraspoložio glumce; Leone se više brinuo o vizualnom dojmu nego o dijalozima (nije najbolje govorio engleski); uz sve to, tehnička ograničenost u kombinaciji s malim budžetom onemogućavali su snimanje zvuka u kadrovima totala koje je Leone često koristio. Što god bili stvarni razlozi, svi dijalozi u filmu snimani su u post-produkciji. Veza između Eastwooda i Leonea ostala je zategnuta još od prijašnjih suradnji, a samo se pogoršala tijekom sinkroniziranja zvuka za američku verziju jer su glumci dobili drukčiji scenarij od onoga po kojem su snimali. Eastwood je odbio je čitati iz novog scenarija, inzistirajući na onom originalnom.
Leone nije uspio naći pravo groblje za scenu konačnog obračuna na Sand Hillu, pa je španjolski zapovjednik pirotehničara unajmio 250 vojnika da izgrade groblje u Carazu, koje su dovršili u dva dana.

## Premijera
Film u Americi nije prikazan sve do 29. prosinca 1967., a u nekim američkim kinima sve do siječnja 1968. Originalna talijanska verzija trajala je 2 sata i 57 minuta, ali je američka srezana na 2 sata i 41 minutu. Kako su scene odrezane prije sinkroniziranja na engleski, materijal je bio rijetko prikazivan u Sjevernoj Americi.
| Međunarodne premijere  | Međunarodne premijere |
| Zemlja                 | Datum                 |
| ---------------------- | --------------------- |
| Italija                | 23. prosinca 1966.    |
| Njemačka               | 15. prosinca 1967.    |
| SAD                    | 29. prosinca 1967.    |
| Japan                  | 30. prosinca 1967.    |
| Finska                 | 2. veljače 1968.      |
| Francuska              | 8. ožujka 1968.       |
| Danska                 | 8. travnja 1968.      |
| Švedska                | 10. travnja 1968.     |
| Hong Kong              | 13. lipnja 1968.      |
| Ujedinjeno Kraljevstvo | 22. kolovoza 1968.    |
| Pakistan               | 21. srpnja 1974.      |
| Filipini               | 7. kolovoza 1977.     |
| Norveška               | 8. listopada 1982.    |

## Kritike
Nakon premijere kritike su bile podijeljene jer mnogi kritičari tada nisu jako cijenili špageti-vesterne. Roger Ebert, koji je kasnije film uvrstio u svoju zbirku Great Movies, kasnije je naglasio kako je u svojoj originalnoj recenziji "dao filmu koji vrijedi četiri zvjezdice samo tri, možda zato što je bio 'špageti-vestern' pa nije mogao biti umjetnost". Ebert je naglasio jedinstvenu Leoneovu perspektivu koja omogućuje publici da se približi junacima, da vidimo to što on vidi: "Sergio Leone ustanovio je pravilo kojeg se drži i u filmu "Dobar, loš, zao". Pravilo je da je perspektiva ograničena na okvire kadra. U važnim trenucima filma, ono što kamera ne vidi, ne mogu vidjeti ni junaci, što daje Leoneu slobodu da nas iznenadi i oduševi."
Danas mnogi kritičari smatraju film klasikom. On ostaje jedan od najpopularnijih i najpoznatijih vesterna, a smatra se jednim od najboljih predstavnika tog žanra. Dio je Timeove liste "100 najvećih filmova u zadnjem stoljeću" kritičara Richarda Corlissa i Richarda Schikela. Osim toga, jedan je od rijetkih filmova koji uživaju stopostotni rejting na filmskom portalu Rotten Tomatoes. Posebna priznanja dobio je Eli Wallach za ulogu Tuca, koja ima najviše rečenica, a uz to je najdvoznačniji lik u filmu, samim time i najzanimljiviji.
Od 2007. se nalazi na 4. poziciji IMDb-ove liste 250 najboljih filmova svih vremena kao najbolje ocijenjeni vestern i strani (neamerički) film po izboru gledatelja. 2002. ga je Quentin Tarantino proglasio najboljim filmom svih vremena u izboru časopisa Sight & Sound.

## DVD izdanje
Film je na DVD-u prvi put objavio MGM 1998. U specijalnim dodacima nalazi se 18 minuta scena koje su izrezane iz verzije objavljene u Sjevernoj Americi, uključujući scenu koja objašnjava kako je Angel Eyes došao u logor vojske Sjevera. Kako su izrezane, scene nisu bile sinkronizirane na engleski pa su na DVD-u postale dostupne na talijanskom.
Film je 2002. restauriran s 18 minuta scena izrezanih iz američke verzije. Clint Eastwood i Eli Wallach su sinkronizirali svoje rečenice nakon više od 35 godina od originalne premijere filma. Glasovni glumac Simon Prescott zamijenio je Lee Van Cleefa koji je umro 1989. god. Drugi glasovni glumci su zamijenili one glumce koji su također preminuli. 2004. je MGM objavio dvostruko specijalno izdanje.
Na prvom disku se nalazi audiokomentar scenarista i kritičara Richarda Schikela. Na drugom disku se nalaze dva dokumentarca, "Leone's West" i "The Man Who Lost The Civil War", uz kratki film "Restoring 'The Good, the Bad, and the Ugly'"; animiranu galeriju izbačenih scena nazvanu "The Soccorro Sequence: A Reconstruction"; produžena scena Tucova mučenja; kratki film nazvan "Il Maestro"; audio film nazvan "Il Maestro, Part 2"; francuski foršpan; i galerija postera.
DVD je pobrao uglavnom dobre recenzije, iako su neki puristi prigovarali zbog remiksiranog stereo soundtracka s mnogim potpuno novim zvučnim efektima (izmijenjeni su svi pucnjevi), bez opcije za originalni soundtrack. Vraćena je jedna scena koju je Leone izbacio prije talijanske premijere, ali je ipak prikazana na talijanskoj premijeri. Vjeruje se da je Leone namjerno izrezao scenu zbog ritma, a samim time je restauriranje scene bilo protivno redateljevim željama.
MGM je 2007. objavio DVD izdanje iz 2004. u svom "Sergio Leone Anthology" box setu. U njemu se nalaze i dva ostala "dolarska" filma i Za šaku dinamita.

## Glazba
Soundtrack se dotiče i Američkog građanskog rata, s tužnom baladom "The Story of a Soldier", koju sviraju zatvorenici dok Angel Eyes muči Tuca. Vrhunac filma, konačni obračun trojice muškaraca, počinje meksičkom koračnicom "The Ecstasy of Gold".
Glavna tema bila je hit 1968., zajedno s pjesmom The Rolling Stonesa, "Jumpin' Jack Flash". Soundtrack se zadržao na ljestvicama duže od godinu dana, a dosegao je 4. mjesto na Billboardovoj ljestvici pop albuma.

## Filmske reference
Sergio Leone je bio poznat po baziranju aspekata svojih filmova na ranijim vesternima. To je posebno došlo do izražaja u njegovu kasnijem filmu Bilo jednom na Divljem zapadu. U ovom se radi o sljedećem:
- Sedmorica veličanstvenih. Uloga Marija Brege, desetnika Wallacea podsjeća na ulogu Roberta J. Wilkea, željezničarskog nasilnika kojeg je ubio James Coburn u slavnom obračunu pištolj vs. nož.

## Obrade
Vestern Pojilo br. 3 smatra se komičnim remakeom filma Dobar, loš, zao.

## Izbačene scene
Sljedeće scene su izbačene iz kino verzije filma, ali su ponovno uključene na specijalnom DVD izdanju iz 2004.
- Nakon što ga je Blondie izdao, preživivši pustinju na putu do civilizacije i sastavivši revolver ručne izrade, Tuco u udaljenoj špilji susreće članove svoje bande s kojima se udružuje u lovu na Blondieja.
- Tijekom svoje potrage za Billom Carsonom, Angel Eyes nailazi u opremljenu južnjačku utvrdu nakon velikog bombardiranja. Nakon što se posvjedočio o užasnom stanju preživjelih, podmićuje dočasnika Konfederacije kako bi mu odao informacije o Billu Carsonu.
- Angel Eyes se pojavljuje u sjevernjačkom logoru, gdje se objašnjava njegova veza s vojskom Unije i njegov čin.
- Scena u kojoj se Blondie i Angel Eyes odmaraju pokraj potoka. Pojavljuje se čovjek, a Blondie ga upuca. Angel Eyes poziva ostatak ljudi da izađu. Nakon što dolaze njih petorica, Blondie ih prebroji (uključujući Angel Eyesa) i zaključi da je šest savršen broj. Angel Eyes ga upita zašto, spominjući kako je čuo da je tri savršen broj. Blondie odvraća kako je šest savršen broj jer ima šest metaka.

## Vanjske poveznice
- Dobar, loš, zao u internetskoj bazi filmova IMDb-a
- Dobar, loš, zao na Rotten Tomatoes
- Dobar, loš, zao  Arhivirana inačica izvorne stranice od 21. studenoga 2008. (Wayback Machine) na The Spaghetti Western Database
- Dobar, loš, zao na Movie Review Query Engine
- Fistful-of-Leone.com
- The Good, the Bad and the Ugly Book
- Clint Eastwood.net